# Mesonychium asteria
Mesonychium asteria är en biart som först beskrevs av Smith 1854.  Mesonychium asteria ingår i släktet Mesonychium och familjen långtungebin. Inga underarter finns listade i Catalogue of Life.